# Битва при Ам'єні (1918)
Битва при Ам'єні (1918) (англ. Battle of Amiens (1918) або Третя Пікардійська битва (фр. 3ème Bataille de Picardie) (8 серпня — 12 серпня 1918) — наступальна операція військ Британської імперії за підтримки французьких та американських формувань, яка розпочалася 8 серпня 1918 року на схід від французького міста Ам'єн. Ця битва стала першою фазою загального стратегічного наступу союзників на Західному фронті, який пізніше став відомий як Стоденний наступ, що в підсумку призвела до перемоги Антанти в Першій світовій війні. Метою наступальної операції була ліквідація так званого Ам'єнського виступу, котрий глибоко врізався в бойові порядки британських експедиційних сил і дозволяв німецькій важкій артилерії здійснювати обстріли стратегічно важливої залізниці Париж-Кале.
У перший же день операції війська союзників несподівано для німців без попередньої артилерійської підготовки та за підтримки потужного танкового угруповання прорвали оборону кайзерівських військ і просунулися на 11 кілометрів, що було одним з найбільших досягнень війни. Британська 4-та армія генерала Генрі Роулінсона зіграла у битві вирішальну роль, чиї Австралійський лейтенант-генерала Джона Монаша та Канадський лейтенант-генерала Артура Каррі корпуси були найпотужнішою ударною силою союзного наступу. Ам'єнська битва стала переломним моментом кампанії 1918 року, військам Антанти вдалося повністю виконати завдання прориву німецького фронту. Пізніше генерал-фельдмаршал Еріх Людендорф назвав 8 серпня «чорним днем» німецької армії (нім. Schwarzer Tag des deutschen Heeres). Ам'єнська операція завершила позиційну війну на Західному фронті. Війна перейшла в стадію маневрової й в такому форматі велася до самого закінчення бойових дій 11 листопада 1918 року. Значну роль в успішному проведенні наступальної операції під Ам'єном зіграли бронетанкові сили Антанти.

## Історія

### Передумови
Відповідно до задуму союзників британські війська за підтримки французької армії мали наступати на фронті Альбер — Мондідьє в напрямку на Руа з метою прорвати оборону кайзерівських військ та звільнити від обстрілу німців Ам'єн і залізничну лінію Париж — Кале. Головною ударною силою цієї операції була визначена британська 4-та армія генерала Генрі Роулінсона, яку підтримувала 1-ша французька армія генерала Дебене. До ранку 8 серпня на фронті атаки від шосе з Ам'єна в Руа до Морланкур, протяжністю 18 км, розгорнулися 11 піхотних та 3 кавалерійські дивізії, що мали 2000 гармат і мінометів та 420 танків. Південніше їх до Мондідье розташовувалися 15 французьких піхотних та 3 кавалерійські дивізії Дебене з 1616 гарматами, 700 літаками і 96 танками. За планом операції 8 серпня у наступ переходив лише лівофланговий корпус (6 дивізій) 1-ї французької армії на фронті Морей — Домар, а решта підрозділів корпусу повинні були приєднатися до наступаючих військ пізніше.
Загалом для проведення наступальної операції на ділянці, яка становила близько 10 % лінії фронту Британських експедиційних сил, було розгорнуто 20 % від загального числа піхотних, усі кавалерійські дивізії, 30 % загальної кількості артилерійських систем та 74 % танків. Отже, британці мали подвійну перевагу в живій силі, потрійну — в артилерії, а танків та кінноти німці на цьому фронті практично не мали зовсім.
На напрямку головного удару британських військ на ділянці Морланкур — Морей у позиційній обороні перебували 7 дивізій 2-ї німецької армії генерала кінноти фон дер Марвіца з 840 гарматами, південніше за неї оборону утримували формування 18-ї армії генерала від інфантерії фон Гут'єра. Найсуворіші вимоги до дотримання скритності і маскування при проведенні усіх заходів підготовки майбутнього наступу союзників привели до того, що коли управління LI німецького корпусу донесло до вищих інстанцій, що 6 серпня і в ніч на 7 серпня в тилу противника чутно гуркіт моторів і помічено пожвавлення, то все це було приписано черговій зміні військ.

### Битва
О 4:20 ранку 8 серпня британська 4-та армія в густому тумані перейшла у наступ. Британські війська III корпусу атакували на північ від Сомми, Австралійський корпус на південь від річки в центрі бойового порядку 4-ї армії та Канадський корпус південніше за австралійців. На першому етапі атакували сім дивізій: британські 18-та (Східна) та 58-ма (2/1-ша Лондонська), австралійські 2-га та 3-тя і канадські 1-ша, 2-га та 3-тя піхотні дивізії. Частини 33-ї американської дивізії підтримували британський наступ на північ від Сомми.

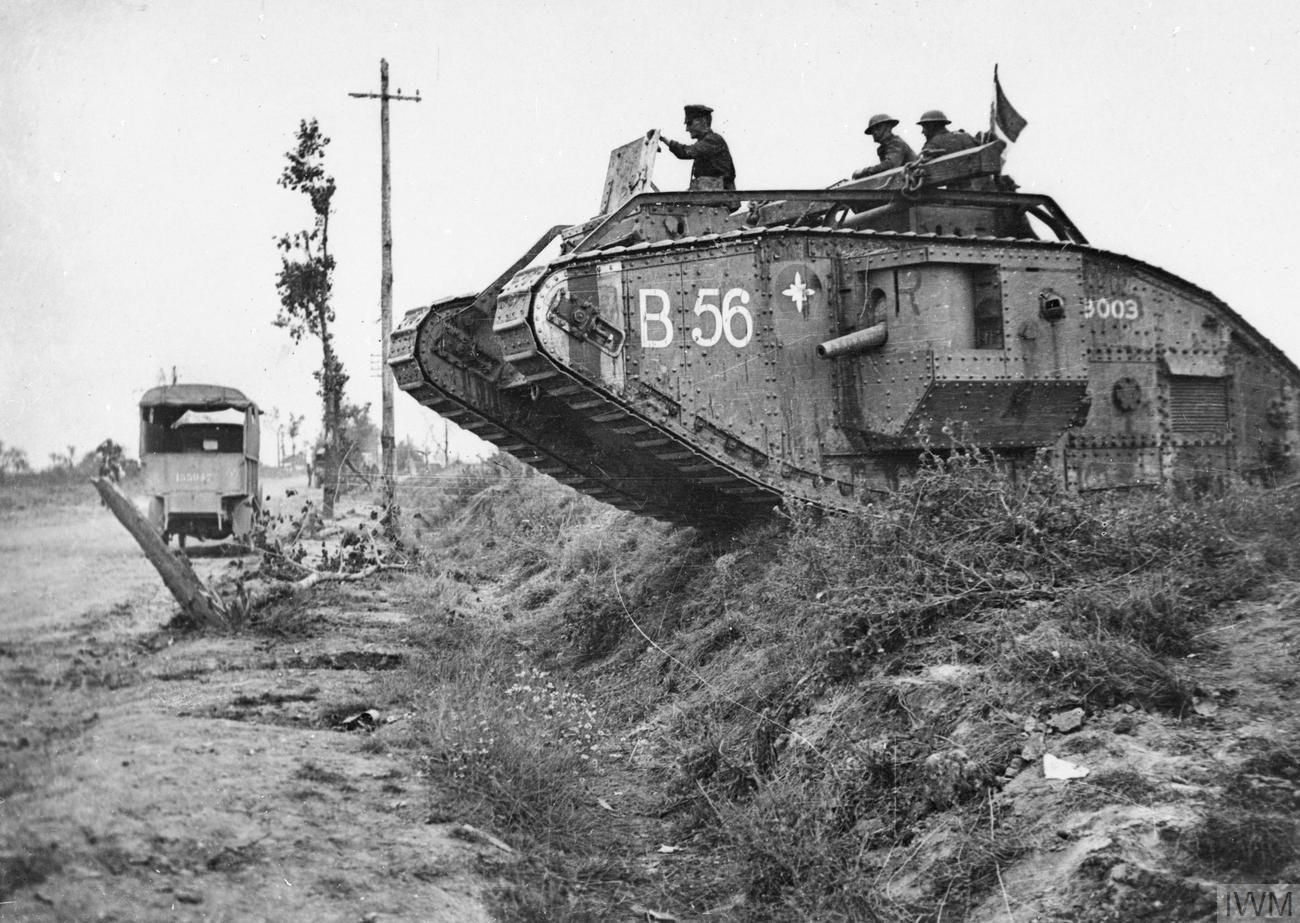
Британський важкий танк Mark V 2-го танкового батальйону Королівського бронетанкового корпусу проривається через дорогу біля Ламотт. 8 серпня 1918

Одночасно з переходом британської піхоти в атаку французька 1-ша армія генерала Дебені розпочала артилерійську підготовку свого наступу й через 45 хвилин інтенсивного артилерійського вогню по важливих об'єктах противника французька піхота, підтримувана батальйоном із 72 англійських танків «Уіппет» перейшла в атаку. Хоча німецькі війська були напоготові, атака для них стала настільки несподіваною, що німецькі війська почали вогонь у відповідь лише через п'ять хвилин, коли місцями союзні війська подолавши вузьку 450-метрову нейтральну смугу прорвалися до першої лінії оборони кайзерівських військ.
До 7:30 ранку союзні війська просунулися на глибину приблизно 3,7 км, опанували першу німецьку позицію, а з 8:20 ранку австралійські 4-та та 5-та і канадська 4-та піхотні дивізії почали прорив у німецькій оборонній лінії, розширюючи його завширшки та вглиб. Наступ піхоти підтримували важкі танки Mark V*, згодом були введені в прорив кавалерійські частини, які у високому темпі просувалися вперед. У повітрі панувала союзна авіація, яка обстрілювала райони зосередження кайзерівських формувань і не давала можливості ворогу здійснити маневр силами та засобами.
До 11:00 ранку канадські та австралійські війська в центрі швидко наступаючи вийшли вже на рубіж майже 5 км від вихідного рубежу переходу в атаку. Швидкість їх наступу була такою, що групу німецьких офіцерів та частину дивізійного штабного персоналу було захоплено під час сніданку. До кінця дня у німецькій лінії оборони на південь від Сомми був пробитий проміжок завдовжки 24 км. Меншого успіху здобув британський III корпус, котрий наступав на північ від річки і на відміну від австралійців та канадців мав у підтримку лише один танковий батальйон, до того ж місцевість на напрямку його наступу була складніше.
До кінця 8 серпня союзні сили прорвалися вглиб оборони ворога в середньому на глибину 11 км; канадці — до 13 км, австралійці — до 11 км, французи — до 8 км, а британці — на 3,2 км. Британська 4-та армія взяла 13 000 полонених, а французи — ще 3000. Загальні німецькі втрати, за оцінками, становили 30 000 лише за перший день операції. П'ять німецьких дивізій фактично були знищені. Британська, австралійська та канадська піхота зазнала втрату близько 8000 осіб, не враховуючи втрати бронетанкових та авіаційних формувань, що брали участь у наступі, та французьких військ.

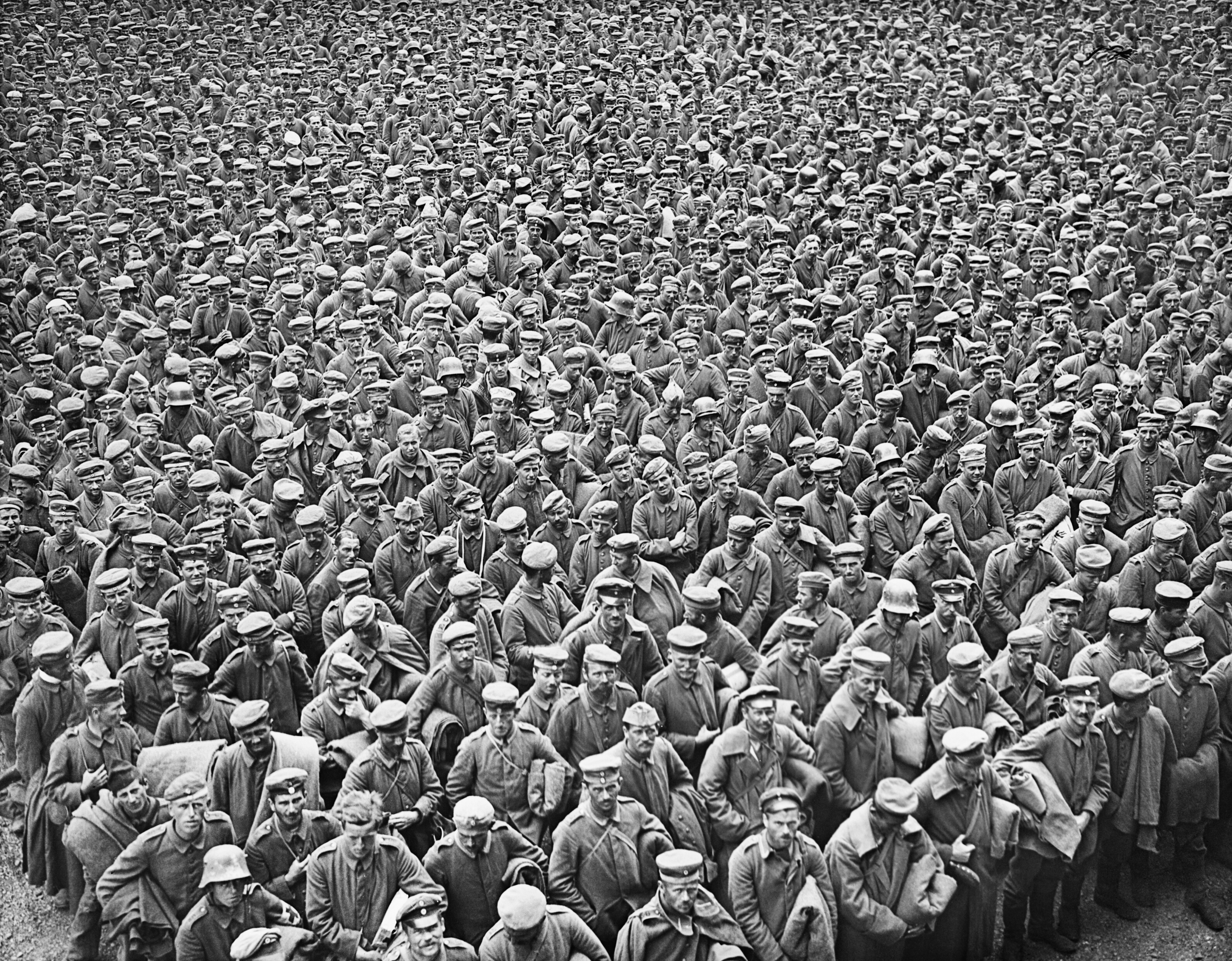
Тисячі німецьких військовополонених, захоплених під час Ам'єнського наступу. Серпень 1918

Начальник штабу німецької армії Пауль фон Гінденбург зазначив, що союзники вдало застосували ефект раптовості і що цілеспрямоване знищення противником німецьких ліній зв'язку та комунікацій серйозно вплинуло на спроможність німецького командування організувати та провести контратаки. Німецький генерал Еріх Людендорф описав перший день Ам'єна як «чорний день німецької армії» (нім. Schwarzer Tag des deutschen Heeres) не через втрату оборонних позицій від наступаючих союзників, а через знищений нанівець моральний дух німецького війська до такого ступеня, що велика кількість кайзерівської армії почала капітулювати.
9 серпня наступ продовжився, але вже без вражаючих результатів першого дня. Бойові дії поступово розширювалися у північному та південному напрямках від напрямку головного удару, в районі Мондідьє французькі війська вели запеклі бої.
Союзна піхота впевнено просувалася вперед за підтримки артилерійського вогню, водночас з понад 500 танків, які взяли участь у атаці в перший день битви, за чотири дні боїв їхня чисельність скоротилася до шести боєготових бойових машин. Наступ Антанти поступово втрачав свій темп.
10 серпня з'явилися ознаки того, що німці відходять з територій, здобутих весною в ході операції «Міхаель». В обстановці, що склалася командувач Британських експедиційних сил фельдмаршал Гейґ відхилив прохання маршала Фоша продовжити наступ, натомість вважаючи за краще розпочати новий наступ 3-ї армії Бінга між Анкре і Скарпе.
12 серпня бої йшли лише на окремих ділянках фронту. На кінець доби німецькі війська були витіснені на лінію Альбер, Бре, Шон, на захід від Руа. З ранку 13 серпня просування союзників зовсім припинилося.

### Наслідки операції
В результаті проведення Ам'єнської наступальної операції британсько-французькі війська успішно виконали визначене завдання. Армія Антанти просунулася на глибину від 10 до 18 км на фронті в 75 км, ліквідувавши загрозу Ам'єну і залізниці Париж — Кале.
Успіх операції був обумовлений вдалим вибором ділянки прориву, де німецька оборона мала найменшу глибину і була слабо обладнана, значною перевагою союзників у силах і засобах, особливо в танкових військах, ретельною підготовкою в умовах найсуворішої секретності, раптовістю удару і масованим застосуванням танків.
Перемога під Ам'єном остаточно закріпила стратегічну ініціативу за Антантою. Німецьке командування перейшло суто до оборонного плану ведення війни, остаточно втративши надію на перемогу у Великій війні.